# Lesdins
Lesdins [ledɛ̃] ist ein Dorf und eine Gemeinde mit 808 Einwohnern (Stand 1. Januar 2022) im französischen Département Aisne in der Region Hauts-de-France (vor 2016 Picardie). Die Gemeinde gehört zum Arrondissement Saint-Quentin, zum Kanton Saint-Quentin-2 und zum Gemeindeverband Saint-Quentinois.

## Geographie
Die Gemeinde Lesdins liegt an der oberen Somme und am Kanal von Saint-Quentin, der hier das Sommetal verlässt. In den Kanal mündet die Rigole d'Alimentation de l'Oise et du Noirrieu, ein Speisegraben vom Noirrieu und der Oise. Nachbargemeinden von Lesdins sind Levergies im Norden, Sequehart im Nordosten, Remaucourt im Osten, Morcourt im Süden, Omissy im Südwesten sowie Lehaucourt im Nordwesten.

## Bevölkerungsentwicklung
| Jahr                       | 1962 | 1968 | 1975 | 1982 | 1990 | 1999 | 2006 | 2013 | 2022 |
| -------------------------- | ---- | ---- | ---- | ---- | ---- | ---- | ---- | ---- | ---- |
| Einwohner                  | 529  | 544  | 546  | 824  | 855  | 750  | 797  | 835  | 808  |
| Quellen: Cassini und INSEE |      |      |      |      |      |      |      |      |      |

## Sehenswürdigkeiten

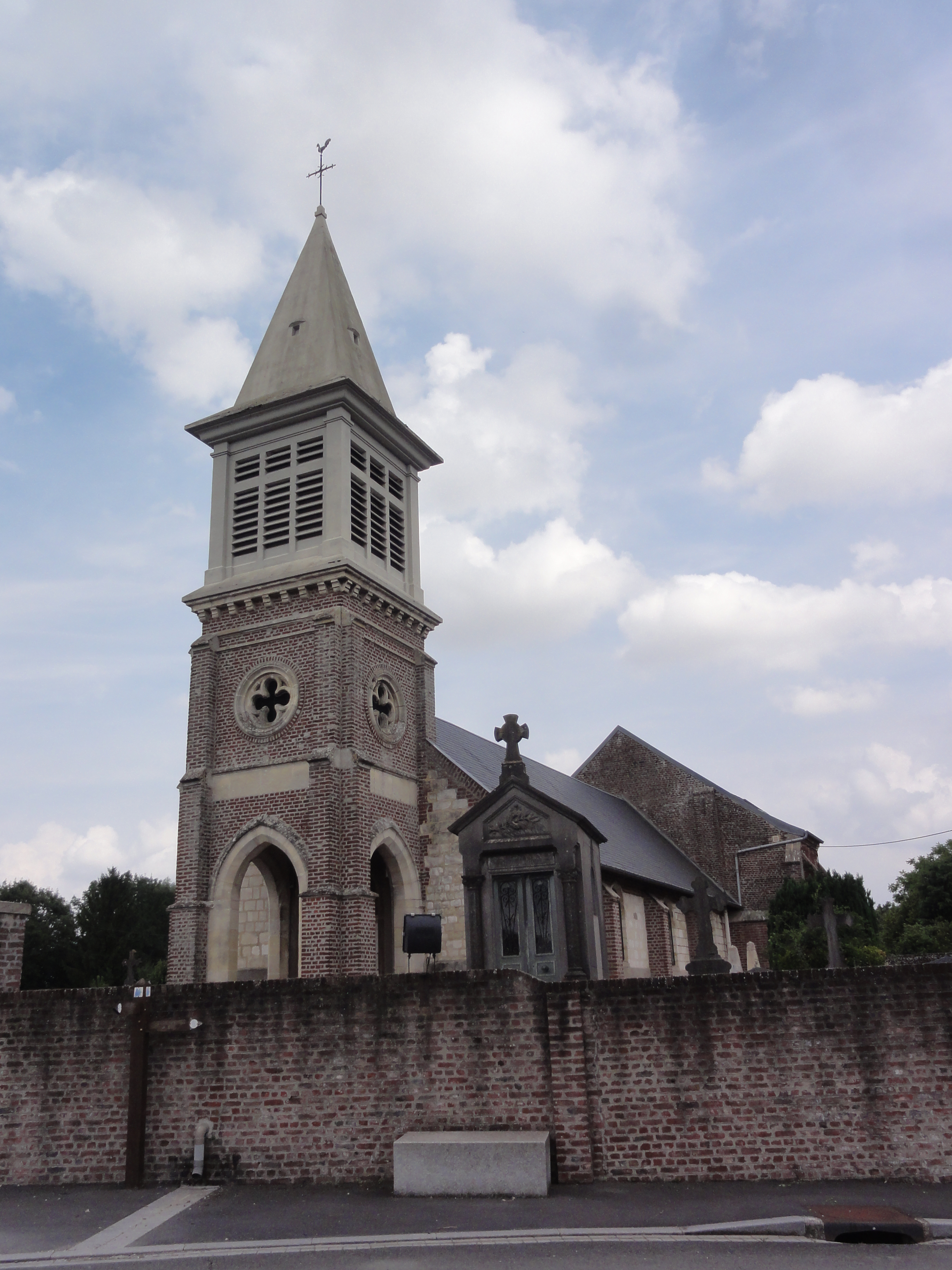
Kirche Saint-Quentin
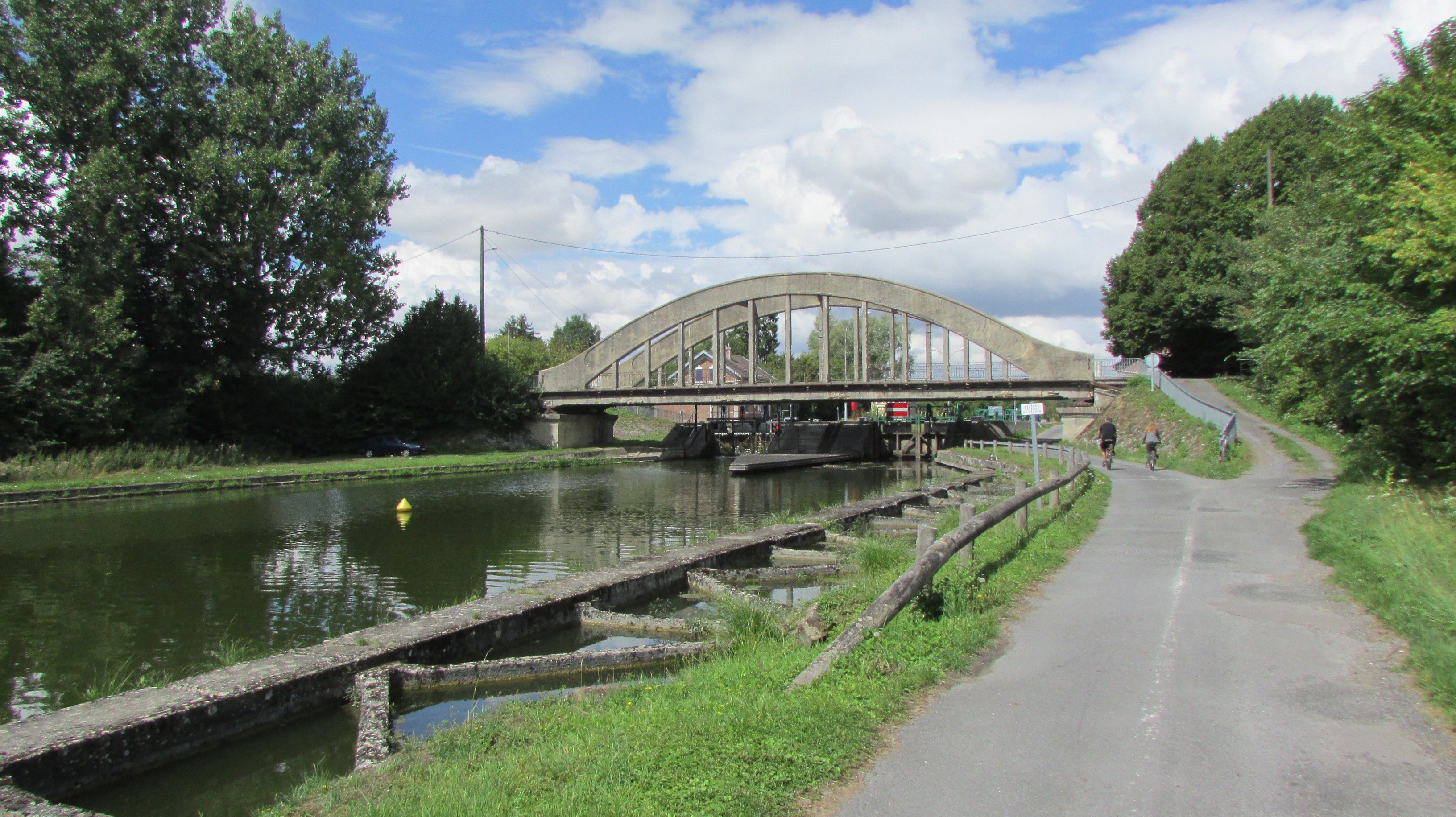
Canal de Saint-Quentin mit der Schleuse Nr. 19 (Écluse de Pascal) bei Lesdins
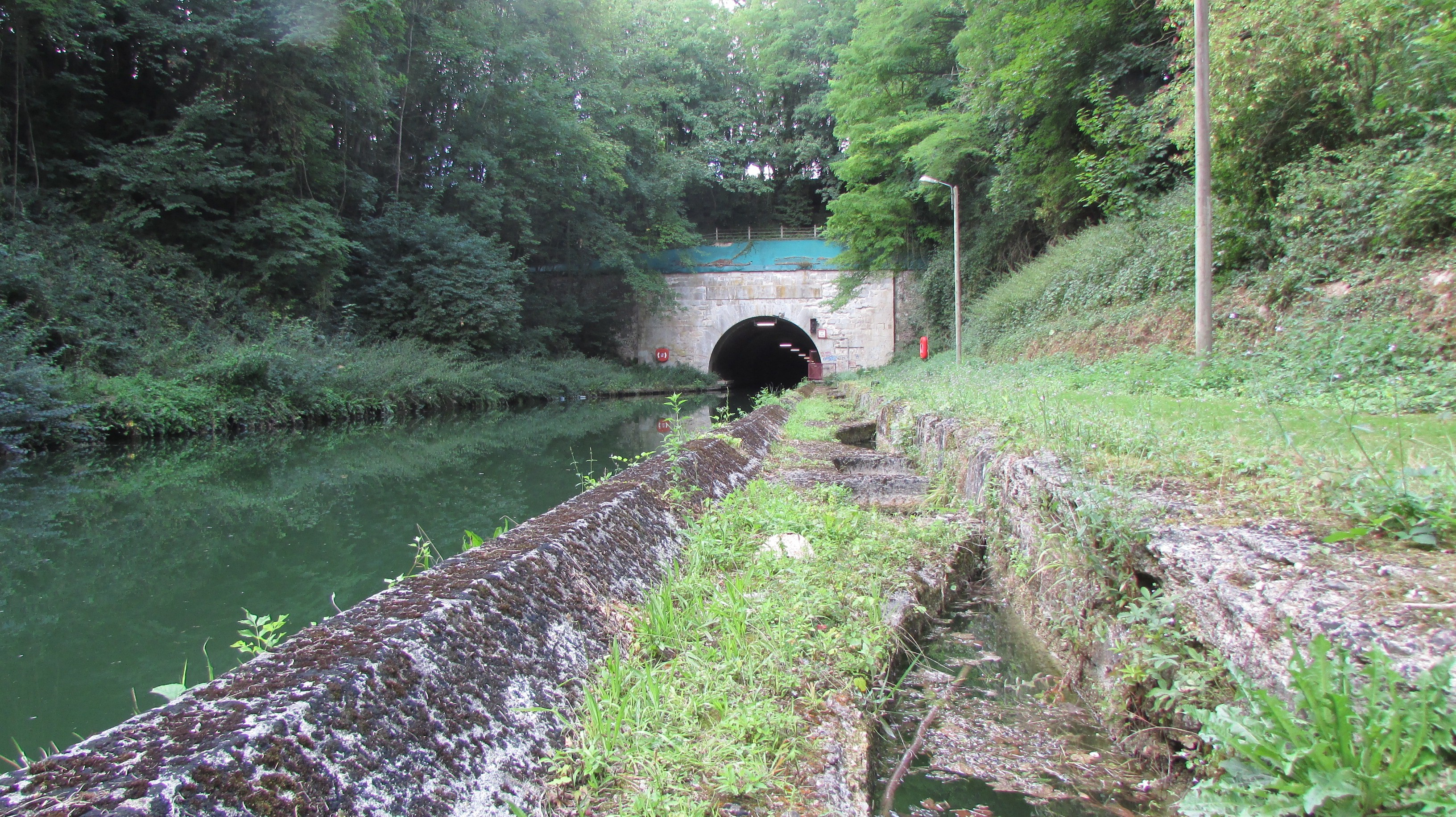
Südeinfahrt des Kanaltunnels von Tronquoy

- Kanaltunnel Tronquoy

- Kirche Saint-Quentin
- Canal de Saint-Quentin mit der Schleuse Nr. 19 (Écluse de Pascal) bei Lesdins
- Südeinfahrt des Kanaltunnels von Tronquoy